# Personaggi di Alias
Questa voce contiene un elenco dei personaggi presenti nella serie televisiva Alias.

## Personaggi principali

### Sydney Bristow
Sydney Anne Bristow è la protagonista della serie. È interpretata da Jennifer Garner ed è doppiata in italiano da Laura Lenghi.

### Jack Bristow
Jack Bristow è interpretato da Victor Garber ed è doppiato in italiano da Ambrogio Colombo.

Jack Bristow (Victor Garber)

Da lungo tempo agente CIA ed ex agente sotto copertura all'interno dell'SD-6, è un personaggio in apparenza freddo e spietato in realtà ha paura di esternare i suoi sentimenti perché quando l'ha fatto una volta è stato tradito dalla ex moglie, rivelatasi agente del KGB. Le sue azioni sono sempre volte alla realizzazione di ciò che egli ritiene essere meglio per la figlia, Sydney. Per perseguire il suo obiettivo Jack è disposto a tutto, nella serie lo si vede infatti torturare, uccidere, e persino tradire la CIA nell'intento di aiutare la figlia, con la quale ha un rapporto difficoltoso, Jack è solito infatti nascondere la verità a Sydney se ritiene che questo possa favorire i suoi piani. Durante la guerra fredda il KGB invia diversi agenti sotto copertura negli Stati Uniti d'America con diverse missioni, una di queste è Irina Derevko che sposa Jack e assume il nome Laura Bristow, la sua missione è carpire informazioni dal marito riguardo al Progetto Natale e riferirle ai suoi superiori. Una volta saltata la sua copertura Irina finge la sua morte e Jack viene sospettato di tradimento ed arrestato, nomina quindi come tutori per la figlia Arvin Sloane e sua moglie Emily, amici di vecchia data. Sarà proprio Arvin, a capo dell'SD-6, a reclutare Jack nell'organizzazione quando viene creata l'Alleanza dei Dodici. Jack è uno dei pochissimi agenti a conoscere la vera natura dell'SD-6, che gli altri credono essere una costola segreta della CIA. Quando Sydney annuncia il padre di aver trovato un lavoro al Crédit Dauphin non capisce il perché della sua ostilità, la motivazione è che la figlia non rivela al padre che in realtà l'istituto di credito è la copertura per un lavoro da agente segreto nell'SD-6 senza sapere che il padre è il direttore delle operazioni dell'SD-6.

### Arvin Sloane
Arvin Sloane è interpretato da Ron Rifkin ed è doppiato in italiano da Ennio Coltorti.
Sloane è un pazzo ossessionato dal profeta Milo Rambaldi. Per tutta la durata della serie cerca i suoi manufatti. Riesce a collezionarli tutti, e nell'ultimo episodio trova la sua tomba, con l'intento di resuscitarlo. Viene fermato da Jack. I suoi rapporti con Jack erano molto piacevoli quando, ambedue, erano agenti segreti della CIA. Con il passare del tempo e delle promozioni, Sloane venne offuscato dal potere, ma la sua pazzia gli fa sempre credere di essere un grande amico di Jack. Anche con Sydney la sua pazzia gioca il suo ruolo. Egli è alla perenne ricerca dell'amore di Sydney (che egli considera come una figlia), ma l'odio di lei verso di lui fa sempre cadere le loro conversazioni in situazioni spiacevoli, in cui vi sono molti spunti ironici. In tutte le stagioni, egli è una persona con grandi e forti contatti nel mondo, che cerca in tutti i modi di arrivare a Rambaldi.

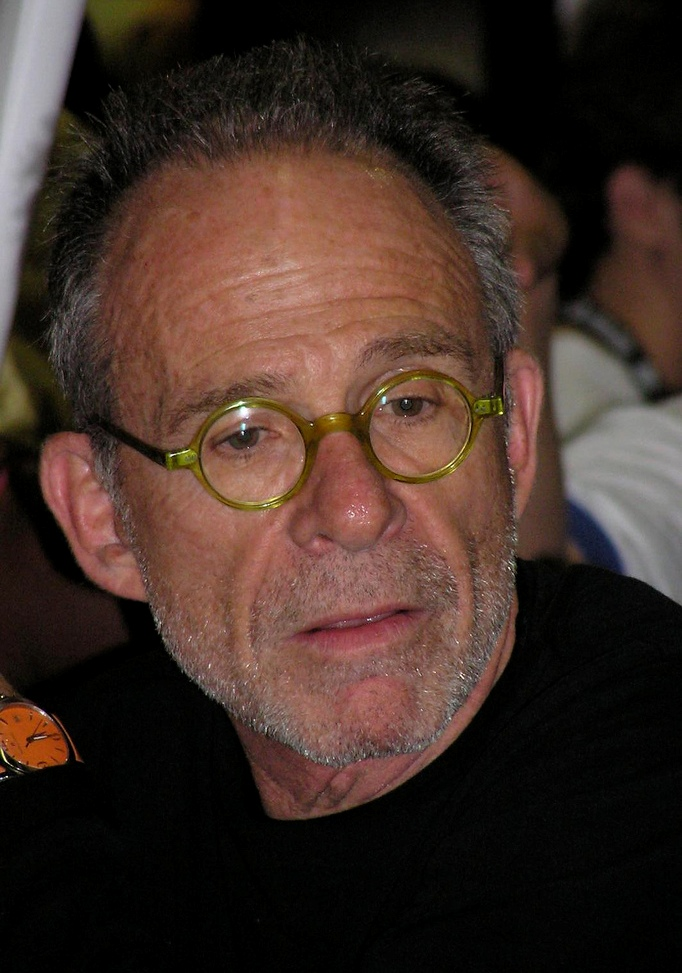
Ron Rifkin

Nella prima stagione Sloane è il capo di Sydney Bristow, alla quale uccide il fidanzato (Daniel "Danny" Hecht) per avergli rivelato che lei è una spia della CIA. In realtà Sloane è a capo di una particella terroristica chiamata SD-6, una delle parti dell'Alleanza dei Dodici, un'organizzazione terroristica. Da sempre la CIA sta cercando di affrontare e distruggere l'Alleanza. Si scoprirà che egli, insieme a sua moglie Emily (malata di cancro terminale), hanno fatto da "baby-sitter" a Sydney. Sloane è anche un intimo amico di Jack Bristow, il padre di Sydney, con cui lei non ha ancora un buon rapporto. Sloane sembra non fare nulla di speciale, salvo la continua ricerca degli artefatti di Rambaldi.
Nella seconda stagione sta complottando (insieme a Irina Derevko e Julian Sark) contro l'Alleanza, che verrà poi distrutta dalla CIA. Insieme a Irina e Sark, Sloane continua gli studi su Rambaldi. Durante l'annientamento dell'Alleanza dei Dodici, ci sarà anche l'uccisione di Francis, l'amica di Sydney, che sarà sostituita con un clone. La finta Francis sarà uccisa proprio da Sydney, che poi verrà catturata dalla Convenzione, un nuovo gruppo terroristico.
Nella terza stagione, dopo il risveglio di Sydney ad Hong Kong, si viene a scoprire che a Sloane è stata concessa un'amnistia, e che ora si occupa a tempo pieno della Omnifam, un'organizzazione umanitaria con sede a Zurigo. Si scoprirà che Sloane, nonostante la nuova facciata da filantropo, ha aiutato un gruppo governativo segreto, il Trust, grazie alle sue profonde conoscenze su Milo Rambaldi, e che collabora con la Convenzione per arrivare a recuperare alcuni dei manufatti dell'inventore parmense. Alla fine verrà inscenata la sua esecuzione per aiutare Sydney a trovare il "Passeggero" (Nadia Santos), la sua sorellastra nata dalla relazione tra Irina e Sloane. Egli usa Nadia per arrivare all'equazione di Rambaldi.
Nella quarta stagione Sloane è stato messo a capo di una cellula occulta della CIA, l'APO. Egli richiede nella sua squadra: Sydney Bristow, Jack Bristow, Marcus Dixon e Michael Vaughn. Successivamente si aggiungeranno: Marshall Flinkman, Eric Weiss e Nadia Santos. Durante il lavoro all'APO, egli continua di nascosto la sua ricerca su Rambaldi. Nel volerla fermare, finge di collaborare con Elena Derevko per la distruzione di Sovogda, una città russa, causando la distruzione nevrotica di Nadia.
Nella quinta stagione Sloane scappa dall'APO per terminare i suoi studi su Rambaldi. Dopo aver accidentalmente ucciso Nadia, che stava per bruciare la Pagina 47, decide di allearsi definitivamente col Quinto Profeta prima che l'APO lo scopra, salvo poi far comunella con Sark e Kelly Peyton ed annientare il Quinto Profeta (come fu ai tempi dell'Alleanza). In Mongolia poi, dopo aver dissepolto dalla terra una minuscola cripta che contiene la tomba di Milo Rambaldi, viene raggiunto da Jack Bristow, a cui spara per non venire ostacolato, Sydney gli rende lo stesso trattamento e Sloane cade in un liquido generato dall'Orizzonte, posto sulla tomba di Rambaldi, che lo guarisce appena in qualche minuto dalle ferite della pistola e lo rende immortale. Jack, quasi morto, rientra nella tomba di Rambaldi, lui e Sloane sono soli, e con una frase decreta la sua fine ("Hai sconfitto la morte, ma non hai... sconfitto me"), insieme ad un'esplosione, che lo imprigiona nella tomba. Jack cessa di esistere, per salvare ancora una volta la figlia dall'uomo che da sempre aveva tormentato la sua vita. Sloane che aveva tanto bramato l'immortalità, ne rimane vittima imprigionato sotto cumuli di macerie, dovendo pure dire addio al fantasma della figlia, che l'abbandona lasciandolo solo per l'eternità.

### Michael Vaughn
Michael Vaughn è interpretato da Michael Vartan ed è doppiato in italiano da Tony Sansone.
Vaughn lavora per la CIA ed è il supervisore delle missioni sotto copertura di Sydney Bristow (interpretata dall'attrice Jennifer Garner). Lavorando insieme il loro rapporto si stringe tanto da innamorarsi l'uno dell'altra. Durante vari episodi, Vaughn dimostra di saper parlare spagnolo, francese, italiano ed altre lingue. Durante le prime tre stagioni, il suo nome in codice CIA era "Boyscout". Nella quarta, diventa "Shotgun".
Nasce a Fleury, in Normandia, Francia, il 27 novembre 1968 da William Vaughn, un agente della CIA, nella quale Michael entrerà nel 1994. La carriera di Vaughn nella CIA comincia quando diventa supervisore di Sydney Bristow, una doppiogiochista al servizio della CIA contro l'SD-6, un'organizzazione criminale dedita allo spionaggio industriale e al traffico d'armi che fa credere ai suoi agenti di lavorare per una sezione segreta della CIA. Gradualmente, però, i due sviluppano una relazione di tipo amoroso. Questo pone in cattiva luce Vaughn agli occhi del padre di Sydney, Jack Bristow, un altro doppiogiochista infiltrato nell'SD-6. La storia tra i due divenne ufficiale quando, verso la metà della seconda stagione, l'SD-6 viene definitivamente sconfitta. Purtroppo per Vaughn, pochi mesi dopo Sydney sembrò morire durante un incendio che le distrusse la casa. Con il cuore spezzato, Michael lasciò la CIA e cominciò a lavorare come insegnante di francese. Durante questo periodo, Vaughn conosce una giovane agente del CSN, Lauren Reed, con la quale si sposa poco tempo dopo. Ma quando scopre che Sydney non è morta, è costretto a rivedere i suoi sentimenti nei confronti di Sydney e anche di Lauren. Alla fine, prevale l'amore sopito ma non cancellato nei confronti della prima, cosa che causerà molte tensioni matrimoniali con Lauren, che si rivelerà, in seguito, un'agente di un'organizzazione nota come la Convenzione. Dopo ciò, Vaughn comincia ad essere ossessionato dall'idea di catturarla e ucciderla, incoraggiato da Jack Bristow, che non voleva per lui la sua stessa sorte (anche Jack era stato sposato con una spia la russa Irina Derevko). Alla fine della terza stagione, Vaughn riesce ad uccidere Lauren a Palermo, pensando di doverlo fare per impedirle di uccidere Sydney.

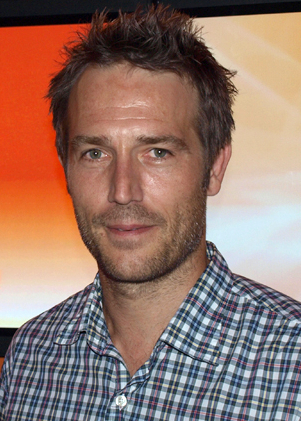
Michael Vartan

Durante l'intervallo tra la terza e la quarta stagione, Vaughn brucia la sua stessa casa, che lo costringerà ad un mese di valutazione psicologica che culmina con la decisione di abbandonare la CIA. In realtà, è tutta una messinscena volta ad arruolarlo in una sezione segreta della CIA, l'APO, insieme ai suoi colleghi Marcus Dixon, Jack Bristow e la figlia. Il capo della sezione è Arvin Sloane, l'ex direttore dell'SD-6, che dovrà essere tenuto d'occhio da tutti, compreso Vaughn. Durante la loro prima missione di nuovo assieme, Michael e Sydney si rimettono insieme.
Come detto all'inizio, nel corso della prima stagione si era venuti a conoscenza che il padre di Michael, William Vaughn, fu uno dei molti agenti uccisi da Irina Derevko, la madre di Sydney. La morte di Bill Vaughn è messa in dubbio nella quarta stagione a causa di un diario ritrovato dal figlio in cui c'erano commenti risalenti a tre anni dopo la sua morte, avvenuta nel 1979. Così, Michael decide di intraprendere una sua indagine personale senza informare la CIA e con la collaborazione di Sydney. Tuttavia, la pista del diario si rivelerà falsa. In realtà, faceva tutto parte di un piano ordito da Elena Derevko, la terza sorella Derevko, dopo Katya e Irina. Alla fine della quarta stagione, Sydney e Vaughn si stanno recando in macchina a Santa Barbara per fare finalmente una vacanza che si riproponevano da molti anni. A metà strada però, Michael dice improvvisamente a Sydney che lui non è quello che lei crede che sia e che non si chiama nemmeno Michael Vaughn. In quel momento, una jeep colpisce in pieno l'auto dei due. Sydney riesce a fuggire, ma Vaughn viene catturato, per poi riuscire subito dopo a scappare e a rincontrare Sydney, e a spiegarle che lui in realtà si chiama André Michaux e che suo padre, Bill, in realtà era un matematico che aveva lavorato con un gruppo chiamato Quinto Profeta. Vaughn rivela inoltre che sette anni prima era andata a trovarlo una certa Renée Rienne, una latitante internazionale, il cui padre era collega di Vaughn ed era stato ucciso dall'organizzazione. I due lavoreranno insieme per scoprire qualcosa di più sul gruppo, spesso infrangendo la legge. Alla fine dell'episodio, Vaughn viene ucciso da un commando di killer del Quinto Profeta. Poco prima di spirare, però, decide insieme a Sydney il nome del loro futuro figlio.
Alla fine dell'episodio "Istinto Materno" (undicesimo della quinta stagione), si scopre che Vaughn è ancora vivo, nascosto da alcuni monaci in Bhutan, che lo informano della nascita di sua figlia, Isabelle. In un episodio seguente, "C'è una sola Sydney Bristow" viene rivelato che sia Jack che Sydney sapevano che Vaughn era ancora vivo. L'informazione viene rivelata solo ai membri dell'APO, in quanto è stato scoperto, nel corpo di Renée Rienne, un microchip, che dovrebbe combaciare con un altro nascosto nel corpo di Vaughn. A complicare il tutto si aggiunge Anna Espinoza, una vecchia nemica di Sydney. La Espinoza si è sottoposta ad un esperimento volto a trasformarla in un duplicato di Sydney. Anna riesce a fermare la vera Sydney e trova Vaughn in Bhutan, e gli estrae il microchip: combacia alla perfezione con quello di Renée Rienne. Il microchip porta i due ad un bunker segreto in Germania, dove trovano tutte le informazioni sul Quinto Profeta raccolte da Bill Vaughn. Qui, Anna si rivela per quello che è, ma Vaughn, che l'aveva già capito, la disarma e cominciano a lottare. Ad un certo punto, la Espinoza riesce ad impossessarsi di una pistola e fa per sparare a Michael, che viene salvato dal tempestivo arrivo della vera Sydney Bristow, con la quale torna finalmente a Los Angeles e incontra sua figlia, Isabelle.
Nell'episodio successivo, Jack rivela al resto dell'APO che, in realtà, dopo la quasi morte di Vaughn durante il primo episodio, a Michael era stato dato del morfato di sodio, una sostanza che simula la morte. All'obitorio, fu prelevato da un contatto di Jack e portato in Bhutan per guarire.
Durante gli ultimissimi episodi, Vaughn partecipa ad alcune missioni volte a distruggere per sempre il Quinto Profeta, come l'identificazione di tutti i suoi capi. Sul monte Subasio salva Sydney da morte sicura, quindi ferma il lancio di missili nucleari da parte di Irina e Sloane. In un flashforward, alla fine della serie, si vede che Vaughn e Sydney si sono sposati, vivono su una meravigliosa spiaggia e hanno avuto un secondo figlio, chiamato Jack in onore del padre di Sydney, morto per fermare Sloane.

### Marcus Dixon
Marcus Dixon è interpretato da Carl Lumbly ed è doppiato in italiano da Luca Biagini.
Marcus Dixon è un agente intelligente e forte e parla fluentemente molte lingue. È esperto in molti argomenti che deve risolvere come capo nella CIA. Comunque, Dixon può essere molto emotivo quando la sua famiglia o coloro che ama sono coinvolti. Per proteggerli, Dixon agisce contro gli ordini pur di proteggerli.
Prima di essere reclutato nell'SD-6 da Jack Bristow, Dixon era un membro dei Recon Marines. All'SD-6, Dixon era il partner di Sydney Bristow in missione, ma, a differenza di Sydney, Dixon non sapeva che l'SD-6 non era una sezione segreta della CIA. Molte volte durante la prima stagione, Dixon ha messo in dubbio la lealtà di Sydney, intuendo che lavorasse contro il governo degli Stati Uniti d'America, quando in realtà era il contrario. La sua copertura era quella di un analista di investimenti del Credit Dauphine, una banca di Los Angeles.
Dopo la sconfitta dell'SD-6, la moglie, Diane, arrabbiata con lui a causa dei molti anni di menzogne del marito, gli chiese di non accettare il lavoro offertogli dalla CIA. All'inizio, Dixon accettò, ma quando gli si presentò Michael Vaughn chiedendogli aiuto per salvare Sydney, catturata in Medio Oriente, si persuase a tornare alla CIA e a salvare Sydney. La moglie di Dixon fu uccisa in seguito con un'autobomba, una vendetta di Arvin Sloane, motivata dall'uccisione involontaria di sua moglie, Emily, da parte dello stesso Dixon.
Durante i due anni tra la seconda stagione e la terza, Dixon è stato promosso a direttore CIA della Task Force Congiunta, l'ufficio dove Sydney lavorava. Era anche uno dei pochi a sapere che Sydney era ancora viva. Nel corso della terza stagione, i suoi figli, Steven e Robin verranno rapiti dalla Convenzione, un'associazione terroristica, per forzare Dixon a rubare alcuni manufatti creati da un profeta del XV secolo, Milo Rambaldi.
All'inizio della quarta Dixon lascia l'incarico di direttore e ritorna ad essere un agente operativo a fianco di Sydney all'APO, una sezione segreta della CIA, simile all'SD-6, ma stavolta approvata dal governo. Dixon sviluppa inoltre una relazione (inizialmente) clandestina con il direttore Chase. Alla fine della quarta stagione, Arvin Sloane ed Elena Derevko, Dixon viene gravemente ferito da quest'ultima e durante il finale della quarta stagione, è assente. Probabilmente, si trovava in ospedale in convalescenza. Dall'inizio della quinta stagione sia la sua relazione con la Chase che il ferimento sembrano essere stati dimenticati.
Dixon continua a lavorare come un agente operativo dell'APO durante la quinta stagione, anche se tende a passare più tempo in ruoli di supporto che in azioni sul campo. Alla fine, anche della serie televisiva, viene rivelato che Dixon è stato di nuovo promosso a Direttore (anche se non è esplicitamente detto se l'APO esista ancora). Dixon ha mantenuto un buon rapporto di amicizia con Michael e Sydney. La loro figlia, Isabelle, lo chiama "zio Dixon" (continuando l'abitudine di sua madre a riferirsi agli altri con il cognome).

### Marshall Flinkman
Marshall Flinkman è interpretato da Kevin Weisman ed è doppiato in italiano da Franco Mannella.
Marshall ha una personalità stravagante ed eccentrica, che contrasta in modo evidente con la serietà dei suoi superiori. È un po' imbranato, tende a parlare molto rapidamente con gli altri quando è agitato o quando comincia ad aprire digressioni che non sono pertinenti alle situazioni lavorative, suscitando spesso una certa ilarità in Sydney, Dixon e anche Vaughn, ma finendo per irritare Jack e Sloane. È il personaggio più vicino allo stereotipo dell'uomo incredibilmente inetto, ma il suo contributo è assolutamente indispensabile, per via della sua enorme conoscenza e competenza per quanto riguarda l'acustica, la biometria, l'elettronica, gli esplosivi, le reti di calcolatori e la robotica. Possiede inoltre un'eccellente memoria fotografica.

### Will Tippin
Will Tippin è interpretato da Bradley Cooper ed è doppiato in italiano da Massimiliano Alto.
Will Tippin è un giornalista ed il migliore amico di Sydney Bristow. Vive da solo, anche se passa molto tempo a casa delle amiche Francie e Sydney, che conosce da circa tre anni. Proprio Sydney è la ragazza di cui Will è da tempo innamorato, purtroppo per lui non corrisposto; con il tempo se ne è fatto una ragione, infatti adesso i due sono buoni amici, e Will si prende sempre cura di Sydney nei suoi momenti di difficoltà.
Dopo l'assassinio di Danny, il ragazzo che Sydney stava per sposare, Will si mette in testa di scoprire la verità sulla sua morte, soprattutto perché le frettolose indagini condotte dalla polizia presentano molte misteriose zone d'ombra. Seguendo varie piste, e sfruttando le sue conoscenze giornalistiche, Will arriva a scoprire l'esistenza dell'SD-6, l'agenzia criminale in cui Sydney e suo padre Jack Bristow fanno il doppiogioco per la CIA.

### Francie Calfo / Allison Doren
Francie Calfo / Allison Doren è interpretata da Merrin Dungey ed è doppiata in italiano da Patrizia Burul.

### Julian Sark
Julian Sark è interpretato da David Anders ed è doppiato in italiano da Fabio Boccanera.
Di lui si sa che è cresciuto in Inghilterra, anche se in un episodio si dice che dall'accento sembra abbia passato del tempo anche in Irlanda. Eredita dal padre una grande fortuna, che investe tutta per aiutare la Convenzione. Cambia spesso alleati e in realtà sembra che gli importi solo di se stesso. È un uomo affascinante e ha successo con le donne. Inoltre, ama molto il vino.
Sark appare come agente operativo di un'organizzazione criminale guidata da "L'uomo". È a capo di una squadra d'assalto contro la sede FTL, del quale uccide il capo con un colpo alla testa, non preoccupandosi di essere ripreso dalle telecamere. Tramite questo atto, la C.I.A. comincia ad interessarsi alla figura di Rambaldi. Il primo incontro tra Sydney e Sark avviene quando quest'ultimo sta per scambiare delle informazioni in cambio di un manufatto di Rambaldi e la ragazza viene scoperta, appesa fuori dalla finestra. A Denpasar incontra nuovamente Sydney, che però è travestita, e le propone, prima di fare uno scambio, di combattere un'arte marziale che lei vince, lasciandolo soddisfatto. In quel frangente viene rapito dall'SD6 e Sloane gli offre del vino, contenente degli isotopi che potranno sempre rivelargli la sua posizione. Sark, però, lo scopre e compie una trasfusione di sangue, ridiventando del tutto libero. Rapisce Will Tippin e chiede, come riscatto, degli elementi importanti per il progetto Rambaldi e, dopo averli ottenuti, scompare.
Sark in questa serie sembra collaborare con Irina, ma successivamente si unisce a Sloane e lo aiuta nel suo piano di ricerca dei manufatti di Rambaldi. Uccide Francie Calfo e fa prendere il suo posto a Allison Dorren, sua amante, che riesce a ingannare Will e Sydney. Quando Allison viene scoperta, Sark viene trovato e condotto come prigioniero alla C.I.A.
Sark riesce ad essere liberato dalla prigionia della C.I.A. dai membri della Convenzione, perché questi vogliono l'eredità che è stata lasciata al ragazzo dal padre. Lui accetta, anche se si lamenta di essere trattato da tutti come un semplice ragazzino. Comunque effettua delle missioni per la Convenzione, inizialmente accanto a Allison, che promette di vendicare per i danni subiti da Sydney, ma che muore in uno scontro con Will, e poi con Lauren Reed, moglie di Vaughn. Con l'ultima diventa amante. McKenas Cole nomina Sark e Lauren co-leader della cellula del Nord America. In un'ultima missione, Sark è di nuovo catturato dalla C.I.A.

### Irina Derevko
Irina Derevko è interpretata da Lena Olin ed è doppiata in italiano da Melina Martello.
Irina Derevko, ex spia del KGB e reclutata all'età di 18 anni da Alexander Khasinau, venne assegnata ad un compito molto particolare durante il periodo dello spionaggio sovietico: sposare l'agente della CIA Jack Bristow e carpire delle informazioni segrete agli Stati Uniti, con particolare riferimento al Progetto Natale. I due si sposarono e generarono una figlia, Sydney Bristow; all'insaputa di Jack, Irina ebbe anche una relazione con Arvin Sloane, dando alla luce Nadia Santos. Nel 1981 si fece dare per morta in un incidente d'auto, ma in realtà, terminata la sua missione, fece ritorno in Russia.
Durante la prima stagione, Sydney Bristow indaga su un'organizzazione criminale guidata dal misterioso "Uomo". Inizialmente, l'Uomo viene identificato in Alexander Khasinau; catturata dall'organizzazione, Sydney scopre che in realtà lui non è che un sottoposto del vero Uomo: Irina Derevko, che credeva morta.
All'inizio della seconda stagione, Irina si rivela a Sydney, chiedendole per chi lavora; quando questa si rifiuta, le spara. Sydney riesce comunque a fuggire e tenta di recuperare un libro contenente tutte le informazioni sull'organizzazione criminale della Derevko, la quale però riesce a mantenerlo e anzi uccide Alexander Khasinau, passando il comando della sua organizzazione a Julian Sark. Successivamente, si reca a Los Angeles, presso il quartier generale della CIA, dove si costituisce e viene arrestata.
Poco dopo il suo arresto, Sydney e Jack si chiedono perché abbia compiuto questa mossa e sono certi che abbia qualcosa in mente; per questo, a differenza del direttore Kendall, sono molto restii ad accettare la sua collaborazione, che al contrario si rivela molto fruttuosa, in quanto aiuta la CIA a sgominare l'SD-6 e l'intera Alleanza. La CIA comincia così a fidarsi di lei e ad inviarla in missioni speciali insieme a Sydney e Jack, finché non la invia in missione solitaria per localizzare e arrestare Arvin Sloane. Nel corso di questa missione, Irina tradisce la CIA e si allea a Sloane per trovare i manufatti di Milo Rambaldi, rivelandosi a sua volta una seguace del profeta italiano.
La Derevko continua ad aiutare Sloane per tutto il corso della stagione, assumendo una posizione ambigua verso la CIA (che fornisce di informazioni continuamente rivelatesi errate), finché, nella base di Sloane a Città del Messico, aiuta Sydney a scampare ai soldati di Sloane e le rivela che lei, non Sloane, è la prescelta a diffondere la parola di Rambaldi.
Per tutta la terza stagione, Irina non appare, ma comunica con Jack via internet e spesso lo aiuta inviando sua sorella, Katya Derevko, nella lotta contro la Convenzione. Ad un certo punto, Jack scopre che Irina aveva pagato un sicario per far uccidere Sydney e, autorizzato dal vertice della CIA, la elimina personalmente per impedirle di minacciare sua figlia.
Nell'episodio Ghiaccio (4.4), Nadia trova una foto di Irina che regge una bambina appena nata. Secondo Jack, era sua nipote in Russia, ma era arrivato a pensare che fosse un altro inganno perpetrato dal KGB contro di lui.
Ad un certo punto, si scopre che Jack non aveva ucciso Irina Derevko, ma una donna con le sembianze di Irina grazie ad una modificazione genetica del Progetto Elica; la vera Irina, sopravvissuta, è tenuta prigioniera da sua sorella, Elena Derevko, che la tortura per carpire informazioni su Rambaldi. 18 mesi dopo la sua cattura, viene liberata da Jack e Sydney e aiuta la CIA a fermare il piano di Elena per gettare il mondo nel caos e permettere la realizzazione della profezia di Rambaldi; la stessa Irina spara ad Elena, eliminandola. Sapendo che se fosse tornata negli Stati Uniti sarebbe stata arrestata, Jack e Sydney la lasciano andare.
Ad un certo punto fra la quarta e la quinta stagione (presumibilmente), Irina diventa una socia influente dell'organizzazione dedita alla ricerca e alla realizzazione dell'opera di Rambaldi, il Quinto Profeta. Nell'episodio Istinto materno, si riunisce brevemente a Jack e Sydney e aiuta quest'ultima a partorire. Nel corso della missione, i due scoprono della sua vera affiliazione, ma Irina riesce a fuggire durante un attacco di Kelly Peyton, luogotenente del Quinto Profeta.
Irina si ritira infine a Hong Kong, da dove assiste alla distruzione del Quinto Profeta. Grazie a Julian Sark, si impossessa dell'Orizzonte (un altro manufatto di Rambaldi per la vita eterna) e di due testate nucleari da lanciare su Washington e Londra, per scatenare la guerra civile che, nell'immaginario di Rambaldi, avrebbe dovuto portare alla purificazione del mondo. Tuttavia, viene raggiunta e affrontata da Sydney; cercando di recuperare l'Orizzonte posto su una finestra da tetto, il vetro si rompe e precipita morendo, scegliendo così il potere piuttosto che la figlia.

### Eric Weiss
Eric Weiss è interpretato da Greg Grunberg ed è doppiato in italiano da Enzo Avolio (st. 1-2) e da Marco De Risi (st. 3-5).

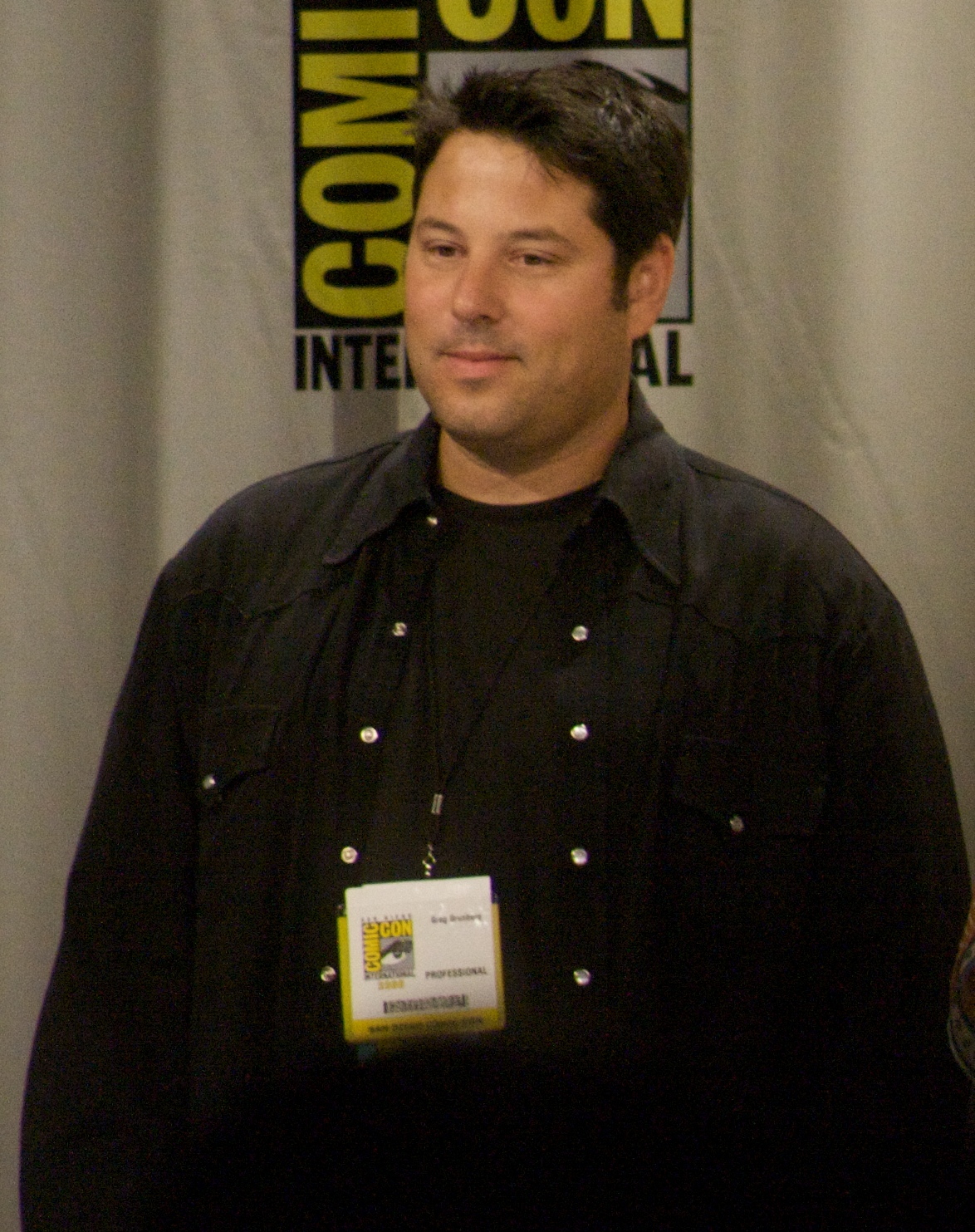
Greg Grunberg

È un agente operativo della CIA, è il migliore amico di Michael Vaughn, con cui gioca spesso a hockey, e col tempo socializza anche con Sydney Bristow, con Marshall Flinkman e gli altri membri noti della CIA. Ha una vera passione per il cibo, lo testimonia la sua mole che lo fa apparire come tutt'altro che un damerino, ed è sicuramente, fra i personaggi conosciuti, l'agente operativo meno qualificato per le missioni che richiedono estrema forza, agilità e destrezza, oltre a saper parlare appena 4 lingue, fra cui l'olandese e il russo, entrambe con grandi difficoltà. Durante la quarta stagione intraprende una relazione con la collega di lavoro Nadia Santos, sorella di Sydney. All'inizio della quinta stagione gli viene offerta una promozione ed un trasferimento nel CSN come Coordinatore delle  Operazioni Segrete a Washington "A fianco del presidente", promozione che accetta, anche se dopo molte esitazioni per il coma di Nadia e la morte di Vaughn.

### Lauren Reed
Lauren Reed è interpretata da Melissa George ed è doppiata in italiano da Barbara De Bortoli.
Durante la terza stagione è la moglie di Michael Vaughn nonché una spia della Convenzione, un'organizzazione terroristica nemica degli Stati Uniti d'America. Alla fine, il suo doppio gioco verrà scoperto dal marito, che la ucciderà, durante l'ultimo episodio della terza stagione.
Sebbene venga rivelato fin dall'inizio che Lauren è stata addestrata come un'agente operativa della CIA a Camp Peary, il padre di Lauren, ritenendo la carriera operativa troppo pericolosa, fece sì che alla figlia venisse assegnato un lavoro da scrivania. Così, Lauren divenne un'agente non operativo del CSN, incaricata della relazione con la CIA. L'ufficio in cui lavora Lauren è lo stesso in cui lavorano suo marito e Sydney Bristow, l'ex fidanzata di Vaughn. All'inizio della terza serie, la figlia di George e Olivia Reed viene subito presentata alla fine del secondo episodio della terza serie come la moglie di Vaughn, con cui si è sposata durante i due anni in cui Sydney era sparita, considerata da tutti morta.
Lauren e Sydney hanno una relazione antagonistica fin dall'inizio: soprattutto Lauren si sente minacciata dal ritorno dell'ex-ragazza di suo marito nella loro vita. Alla fine, le due donne cominciano a collaborare e finiscono per andare in missione assieme, durante una delle quali, Lauren spara ed uccide un uomo per salvare Sydney: apparentemente, l'atto la turba molto.
Comunque, è presto rivelato che Lauren in realtà è un'agente doppiogiochista al servizio della Convenzione, passandole informazioni, molte delle quali hanno come soggetto Sydney, ottenute da Vaughn. Lauren è anche, a dispetto della sua aria da innocente, una spietata killer a sangue freddo, come dimostra uccidendo Andrian Lazarey, un diplomatico russo, nella sua prima missione conosciuta per la Convenzione. Inoltre, viene costretta ad uccidere suo padre (il senatore George Reed) per far ricadere su di lui i sospetti della CIA sulla talpa della Convenzione e per cercare di ripristinare la sua relazione con Vaughn (che si era riavvicinato a Sydney). In realtà, commossa dalle parole del padre, Lauren non riesce a premere il grilletto. Alla fine, George Reed è ucciso dalla moglie, Olivia, che interviene, rimproverando la figlia e sparando al marito. Lauren intrattiene inoltre una relazione con il suo collega Julian Sark, sia professionale che amorosa. Per scalare i gradi della convenzione, seduce ed uccide tutti i capicellula della Convenzione, e viene nominata co-direttrice della cellula nordamericana. Viene scoperta dalla CIA, e sia Michael Vaughn che Sydney Bristow sono sulle sue tracce per ucciderla, ma questo non le impedisce di entrare alla CIA (travestita da Sydney), ferire Marshall Flinkman, uccidere molti agenti con delle bombe a distanza ed uccidere un innocente automobilista, con la cui macchina fugge.
Durante il finale della terza stagione, sconfigge Sydney durante un combattimento corpo a corpo, ma interviene Vaughn che uccide Lauren. Prima di morire, Lauren rivela a Sydney che delle informazioni della CIA su di lei sono nascoste in un deposito segreto a Wittenberg. Le informazioni in questione conteneva la richiesta di Jack Bristow per uccidere Irina Derevko, la madre di Sydney.
Per ragioni non pervenute, la CIA decide di secretare la morte di Lauren, e di conservare il suo cadavere in una cripta segreta. Nell'episodio Un uomo di parola, durante la quarta stagione, Sark richiede ed ottiene di poter vedere il corpo della sua donna. Lauren Reed fa così la sua ultima apparizione in Alias come donna morta.

### Nadia Santos
Nadia Santos è interpretata da Mía Maestro ed è doppiata in italiano da Laura Latini.
È la figlia naturale di Arvin Sloane e Irina Derevko, e sorellastra di Sydney Bristow.
Nadia è una ragazza molto sensibile che è stata accudita in un orfanotrofio a Buenos Aires da un alias di Elena Derevko, la sorella maggiore di Irina Derevko. Una volta trovata da Sydney, mostra la stessa ingenuità di sua sorella per l'incontro con la madre biologica. La sua fiducia verso Sloane la porterà alla morte.
Nadia fa la sua apparizione alla fine della terza serie, in cui si scopre che esiste un "passeggero" capace di trascrivere l'equazione di Rambaldi. Viene trovata  grazie ad Arvin Sloane che poi la userà per l'equazione.
Dopo aver aiutato Arvin Sloane per alcuni manufatti di Rambaldi, esce dallo spionaggio per rientrarci nel secondo episodio della quarta serie, dopo una richiesta di Sydney. Inizia un rapporto sentimentale con Erich Weiss, migliore amico di Michael Vaughn. Entra anche lei a far parte dell'APO e cadrà in un coma dovuto all'uso di una agente chimico creato da Rambaldi che la farà impazzire.
Nella quinta serie viene vista solo in ospedale fino a quando Sloane riesce a procurare un antidoto per guarirla. Sarà lui stesso a causarle la morte spingendola, senza volerlo, facendola cadere su un tavolino di vetro, poiché lei stava dando fuoco alla pagina 47.

### Rachel Gibson
Rachel Gibson è interpretata da Rachel Nichols ed è doppiata in italiano da Federica De Bortoli.

### Thomas Grace
Thomas Grace è interpretato da Balthazar Getty.

### Renée Rienne
Renée Rienne è interpretata da Élodie Bouchez.

### Kelly Peyton
Kelly Peyton è interpretata da Amy Acker.

### Elena Derevko
Elena Derevko è interpretata da Sônia Braga ed è doppiata in italiano da Aurora Cancian.
Elena è sorella di Irina Derevko e di Katya Derevko, zia di Sydney Bristow e di Nadia Santos. Il suo personaggio compare in cinque episodi della quarta stagione.
Considerata la più spietata delle sorelle Derevko, Elena è a capo dell'organizzazione chiamata La Convenzione. Viene nominata per la prima volta da Jack Bristow nella terza stagione nel dodicesimo episodio "Incroci". Su di lei non si sa più nulla fino alla quarta stagione, quando nell'episodio "Benvenuti al Liberty Village" si scopre che un gruppo russo, non meglio identificato, è alla sua ricerca. Nel diciottesimo episodio "Miraggio" si scopre che Elena altri non è che Sophia Vargas, la donna che si prese cura di Nadia nell'orfanotrofio in Argentina.
Elena usa il suo rapporto con Nadia per ottenere informazioni sulle missioni dell'APO. In seguito riesce ad irrompere nel Dipartimento Ricerche Speciali (DSR) dal quale trafuga gli artefatti di Rambaldi custoditi dalla CIA. Con i dispositivi rubati e con quelli già in suo possesso, Elena è in grado di portare a termine il Piano Finale. Affiliati della Convenzione contaminano le riserve d'acqua della città di Sovogda, in Russia e Elena attiva il congegno di Mueller sull'intera città. Irina, Jack, Nadia, Sydney e Vaughn si paracadutano sulla città per disattivare il congegno. Elena cattura Nadia e le inietta dell'acqua contaminata, infettandola e rendola simile ad uno zombie.
Viene infine a sua volta catturata da Jack e Irina, la quale, dopo aver ottenuto l'informazione su come disattivare il congegno di Mueller, le spara un colpo in testa.
Elena Derevko appare inizialmente sotto l'alias Sophia Vargas, responsabile dell'orfanotrofio di Buenos Aires dove Nadia è cresciuta. Michael Vaughn è il primo ad incontrare Sophia, guidato a Lisbona dall'indagine sulla morte del padre Bill. In seguito Sophia si trasferisce per un periodo a Los Angeles, a casa di Sydeny e Nadia, adducendo un'aggressione da parte di sconosciuti. In questa occasione regala a Nadia una collanina contenente una microspia. Accede poi dal computer portatile di Nadia per disabilitare il sistema di sicurezza del DRS e rubare gli oggetti di Rambaldi. Jack Bristow e Arvin Sloane sono i primi a dedurre la vera identità di Sophia.

## Altri personaggi
- Ric Young, nel ruolo del Dr. Zhang Lee.
- Gina Torres, nel ruolo di Anna Espinosa.
- Quentin Tarantino, nel ruolo di McKenas Cole.
- Roger Moore, nel ruolo di Edward Poole.
- Sarah Shahi, nel ruolo di Jenny.
- Peter Berg, nel ruolo di Noah Hicks.
- John Hannah, nel ruolo di Martin Shepard.
- Faye Dunaway, nel ruolo di Ariana Kane
- Ethan Hawke, nel ruolo di James Lennox.
- Christian Slater, nel ruolo di Neil Caplan.
- Rutger Hauer, nel ruolo di Anthony Geiger.
- David Carradine, nel ruolo di Conrad.
- Danny Trejo, nel ruolo di Emilio Vargas.
- David Cronenberg, nel ruolo del Dr. Brezzel.
- Djimon Hounsou, nel ruolo di Kazari Bomani.
- Isabella Rossellini, nel ruolo di Katya Derevko.
- Arnold Vosloo, nel ruolo di Mr. Zisman.
- Ricky Gervais, nel ruolo di Daniel Ryan.
- Kurt Fuller, nel ruolo di Robert Lindsey.
- Oleg Vidov, nel ruolo di Laborer.
- Terry O'Quinn, nel ruolo di Kendall.
- Rick Yune, nel ruolo di Kazu Tamazaki.
- Angela Bassett, nel ruolo di Hayden Chase.
- Ulrich Thomsen, nel ruolo di Ulrich Kottor.